# Christian Foppa
Christian Foppa (* 18. Dezember 1880 in Vignogn; † 26. Oktober 1973 ebenda; heimatberechtigt ebenda) war ein Schweizer Politiker (KVP).

## Leben
Der katholisch getaufte Christian Foppa, Sohn des Landwirts und Landammanns Giachen Giusep Foppa und dessen aus Mon stammenden Ehegattin Onna Maria (geborene Gallin), absolvierte eine kaufmännische Lehre in Chur. Im Anschluss war er beruflich als Posthalter sowie Landwirt in Vignogn tätig.
Foppa gehörte seit ihrer Gründung im Jahre 1912 der Schweizerischen Konservativen Volkspartei (KVP) an, ab 1970 Christlichdemokratische Volkspartei (CVP). Er amtete auf kantonaler Ebene von 1910 bis 1928 im Bündner Grossen Rat, dort bekleidete er 1921 das Amt des Standespräsidenten. Von 1911 bis 1917 amtete er als Landammann des Kreises Lugnez. Überdies nahm er 30 Jahre Einsitz im Kreis- und Bezirksgericht. 1925 wählte ihn das Volk in den Nationalrat, aus dem er 1939 ausschied.
Christian Foppa initiierte die Krankenkasse Lugnez, die er von 1918 bis 1955 präsidierte. Er zählte zu den Gründungsmitgliedern der Uniun purila Surselva, der er von 1927 bis 1946 als Präsident vorstand. Weitere Präsidentenämter hatte Christian Foppa von 1940 bis 1952 im Bündner Bauernverband sowie von 1944 bis 1963 in der Bauernhilfskasse inne. Er gehörte von 1935 bis 1960 dem Vorstand des Schweizer Milchverbandes (ZVSM) an, dort initiierte er die Inkorporation der Bündner Alp- und Dorfkäsereien.
Der sich für die bäuerlichen Belange engagierende Christian Foppa, Gründungs- und Vorstandsmitglied der Schweizerischen Arbeitsgemeinschaft für die Berggebiete (SAB), führte in seiner Funktion als Gemeindepräsident von Vignogn die erste Güterregulierung im Lugnez durch.
Christian Foppa war mit der Laaxerin Maria Ursula, geborene Coray, verheiratet. Er verstarb 1973, zwei Monate vor Vollendung seines 93. Lebensjahres, in seiner Heimatgemeinde Vignogn.